# تیفانی میچل (بازیکن بسکتبال)
تیفانی میچل (انگلیسی: Tiffany Mitchell؛ زادهٔ ۲۳ سپتامبر ۱۹۹۴) بازیکن بسکتبال اهل ایالات متحده آمریکا است.
وی در مسابقات کشوری و بین‌المللی در مجموع برندهٔ ۱ مدال طلا شده‌است.